# متاندرستنولون
متاندرستنولون یا متاندینون (انگلیسی: Methandrostenolone)(بانام‌های تجاری دیانابول، دانابول و آوربول) یک استروئید آنابولیک خوراکی و تزریقی با عوارض جانبی خطرناک است که برای بدن و کبد به شدت سمی است.دیانابول قدرت خارق‌العاده ای ایجاد می‌کند و همین عامل سبب روی آوردن ورزشکاران قدرتی و انفجاری به این ماده است، متانابول دارای نوع جذب C17 آلفا الکیلت می‌باشد که این عامل به شدت برای کبد سمی و مضر است. نوع خوراکی این استروئید برای کبد سمی تر از نوع تزریقی آن است.
دیانابول دارای خواص آندروژنیک و آنابولیک بسیار بالاست که سبب حبس نیتروژن در خون و ماهیچه‌ها می‌گردد؛ دیانابول به شدت مایل به جذب آب و نمک زیر پوست و ماهیچه‌های انسان است.

دیانابول به خاطر مدت زمان فعالیت کم (۴ الی ۵ ساعت) ولی جذب سریع به‌طور مداوم سبب بالا و پایین آمدن فشار خون می‌گردد.
مصرف دیانابول دوپینگ حتمی محسوب می‌شود، و تا هفته‌ها در خون قابلیت ردیابی دارد.
نرخ آنابولیکی: ۲۱۰
نرخ آندروژنی: ۶۰